# RTL 102.5
RTL 102.5 es una cadena de radio italiana que emite  música contemporánea. Sus estudios centrales están en Milán, y transmite a través del 102.5 de la frecuencia modulada. Es la primera emisora musical más escuchada de Italia, con cerca de 5 800 000 de oyentes. Se puede sintonizar en todo el país a través de la radio FM, DAB, TDT e Internet.

## Historia
La cadena comenzó sus emisiones en 1975 desde Verdello, Bérgamo como una emisora musical orientada a la región de Lombardía, en un contexto marcado por la liberalización de la radio en Italia. Su nombre comercial era RTL, acrónimo de Radio Trasmissioni Lombarde —Radio Transmisión Lombarda—; la empresa no tiene ninguna relación con el grupo europeo RTL.
En 1987 el empresario Lorenzo Suraci compró la emisora con el objetivo de promocionar sus discotecas en la provincia de Bérgamo. Los estudios de la emisora se trasladaron a la discoteca Capriccio en Arcene, y su oferta de música contemporánea se hizo muy popular entre los oyentes del norte de Italia. En 1990 obtuvo una frecuencia nacional en el 102.5 de la FM, por lo que pasó a llamarse RTL 102.5. Durante ese tiempo se convirtió en la primera radio musical italiana con su propia mesa de redacción.
En 1997 inauguró sus propios estudios centrales en Cologno Monzese, a escasos metros de la sede de Mediaset. En 2008 se convirtió en la emisora musical más escuchada de Italia, y desde entonces ha competido por el primer puesto en radiofórmula con RDS y Radio Italia.
Además de la radio principal, cuenta desde 2010 con un canal de televisión digital terrestre, RTL 102.5 TV, que emite videoclips y los programas de radio grabados en el estudio. En 2016 puso en marcha dos radios temáticas: Radiofreccia, especializada en rock, y Radio Zeta, orientada a la generación Z.

## Fuente
1. ↑  «Radio, ascolti in crescita (+8,8%). Rtl 102.5 l'emittente più seguita». Affaritaliani.it (en italiano). 3 de julio de 2023. Consultado el 1 de septiembre de 2023.
2. ↑  «L'Eco di Bergamo: l'ex-Capriccio potrebbe diventare la seconda sede di RTL 102.5». FM-World (en italiano). 20 de octubre de 2022. Consultado el 1 de septiembre de 2023.
3. ↑  «Rtl 102,5». Storiaradiotv (en italiano). 15 de enero de 2018. Consultado el 3 de septiembre de 2023.
4. ↑  «Ascolti Radio 2022: leadership in calo per RTL 102.5, tallonata da RDS. Radio Italia sorpassa Radio Deejay. Quinta Radio 105». DavideMaggio.it. Consultado el 1 de septiembre de 2023.
5. ↑  «Radio Zeta l'Italiana, l'intervista al patron Lorenzo Suraci: "Mi sto divertendo moltissimo"». Rockol (en italiano). Consultado el 1 de septiembre de 2023.